# Eidos Montréal
Eidos Montréal je kanadské vývojářské studio vlastněné společností Eidos Interactive, součást Square Enix. Studio bylo založeno v roce 2007 a do pozice generálního ředitele byl jmenován Stéphane D'Astous. Na rozdíl od jiných vývojářských studií se vývoj ve společnosti Eidos Montréal vyznačuje prací v malých týmech (celkem 350 lidí). Stejný rok, jako bylo studio založeno, ohlásilo svůj první projekt, hru Deus Ex: Human Revolution. Tato hra byla vydána v roce 2011. Studio také spolupracovalo na multiplayeru ke hře Tomb Raider, vydané v roce 2013. V roce 2014 Eidos Montréal vydalo 4. díl série Thief.

## Hry

### Videohry
| Rok  | Název                     | Žánr                 | Hodnocení Metacritic | Platformy | Platformy | Platformy | Platformy | Platformy | Platformy |
| Rok  | Název                     | Žánr                 | Hodnocení Metacritic | Win       | Mac       | X360      | XONE      | PS3       | PS4       |
| ---- | ------------------------- | -------------------- | -------------------- | --------- | --------- | --------- | --------- | --------- | --------- |
| 2011 | Deus Ex: Human Revolution | First-person shooter | 90/100               | Ano       | Ano       | Ano       | Ne        | Ano       | Ne        |
| 2013 | Tomb Raider (multiplayer) | Akční adventura      | 86/100               | Ano       | Ne        | Ano       | Ne        | Ano       | Ne        |
| 2014 | Thief                     | Akční adventura      |                      | Ano       | Ne        | Ano       | Ano       | Ano       | Ano       |

### Mobilní hry
| 2013 | Deus Ex: The Fall | First-person shooter | 69/100 | Ano | Ano | Ne |